# Lista proponowanych struktur chemicznych nowiczoków i ich prekursorów
Lista przedstawia związki chemiczne, co do których wysunięto przypuszczenia, że mogą być nowiczokami. Nie ma żadnych publicznie dostępnych danych, które potwierdzają istnienie nowiczoków bądź też podają ich dokładne struktury chemiczne czy właściwości. Poniższa tabela zawiera struktury chemiczne – wraz z podstawowymi danymi identyfikacyjnymi, właściwościami i uwagami – które według różnych autorów mogą być nowiczokami bądź ich prekursorami. Lista nie jest kompletna.

## Nowiczoki
| Struktura chemiczna | Nazwa                                                                              | Numer CAS  | Masa molowa [g/mol] | Wzór sumaryczny    | Dodatkowe informacje | Źródła            |
| ------------------- | ---------------------------------------------------------------------------------- | ---------- | ------------------- | ------------------ | --- | ----------------- |
|                     | chlorek fluorek {[(2-chloroetoksy)fluorofosfinylo]oksy}karbonoimidowy              | 26102-97-6 | 241,9               | C 3H 4Cl 2F 2NO 3P | - według Hoeniga może to być nowiczok A-230 i być produktem reakcji pomiędzy nowiczokiem-# i nowiczokiem-?? | [ 1 ] [ 2 ]       |
|                     | chlorek fluorek {[(2-chloro-1-metyloetoksy)fluorofosfinylo]oksy}karbonoimidowy     | 26102-98-7 | 256,0               | C 4H 6Cl 2F 2NO 3P | - według Hoeniga może to być nowiczok A-232 i być produktem reakcji pomiędzy nowiczokiem-# i nowiczokiem-5 - ma zachowywać stan ciekły w niskich temperaturach, być 5–8 razy bardziej toksyczny od VX, a zatrucie nim ma być trudne w leczeniu - produkcja może być przeprowadzana w cywilnych fabrykach (nawozów sztucznych) ze składników, które w większości nie podlegają pod zapisy Konwencji o zakazie broni chemicznej                                                                                 | [ 3 ] [ 4 ] [ 5 ] |
|                     | chlorek fluorek {[(2-chloro-1-metylopropoksy)fluorofosfinylo]oksy}karbonoimidowy   | 26102-99-8 | 270,0               | C 5H 8Cl 2F 2NO 3P | - według Hoeniga może to być nowiczok A-234 i być produktem reakcji pomiędzy nowiczokiem-5 i nowiczokiem-7 - jego lotność ma być zbliżona do lotności somanu, przy dziesięciokrotnie wyższej toksyczności | [ 4 ] [ 5 ] [ 6 ] |
|                     | chlorek fluorek {[(2-chloroetynoksy)fluorofosfinylo]oksy}karbonoimidowy            |            | 237,9               | C 3Cl 2F 2NO 3P    | - możliwe analogiczne struktury z innymi halogenami lub pseudohalogenami | [ 7 ]             |
|                     | chlorek fluorek {[(cyjanoetynoksy)fluorofosfinylo]oksy}karbonoimidowy              |            | 228,5               | C 5H 2ClF 2NO 3P   | - możliwe analogiczne struktury z innymi halogenami lub pseudohalogenami | [ 7 ]             |
|                     | chlorek fluorek N-{[2-chloroetylo(metylo)amino]-etoksyfosforylo}oksymetanoimidoilu |            | 281,0               | C 6H 12l 2FN 2O 3P | - struktura z grupą chlorodialkiloamidową, podobną do tej w tabunie | [ 8 ]             |
|                     |                                                                                    |            | 194,2               | C 7H 16FN 2OP      | - według Mirzajanowa jest to nowiczok A-230 - jego toksyczność ma być 5–8 razy większa niż VR (rosyjski odpowiednik VX) | [ 9 ]             |
|                     | N′-metoksyfluorofosforylo-N,N-dietyloetanoimidoamid                                |            | 210,2               | C 7H 16FN 2O 2P    | - według Mirzajanowa jest to nowiczok A-232 - jego toksyczność ma być porównywalna z VR, jednak ma być bardziej lotny od VR i A-230 oraz mniej odporny na wilgoć; ma być również odporny na niskie temperatury - brak typowego dla środków paralityczno-drgawkowych wiązania P−C (a tym samym nieuwzględnienie tego typu związków chemicznych w Konwencji o zakazie broni chemicznej) miało według Mirzajanowa sprawić, że środek ten nie byłby objęty zapisami Konwencji i nie byłby weryfikowany przez OPCW | [ 10 ] [ 11 ]     |
|                     | N′-etoksyfluorofosforylo-N,N-dietyloetanoimidoamid                                 |            | 224,2               | C 8H 18FN 2O 2P    | - według Mirzajanowa jest to nowiczok A-234 | [ 12 ]            |
|                     |                                                                                    |            | 251,3               | C 10H 23FN 3OP     | - według Mirzajanowa jest to nowiczok A-242 | [ 13 ]            |
|                     |                                                                                    |            | 267,3               | C 10H 23FN 3O 2P   | - według Mirzajanowa jest to nowiczok A-262 | [ 13 ]            |
|                     | dichlorek [(fluorometoksyfosfinylo)oksy]karbonoimidowy                             | 17642-31-8 | 209,9               | C 2H 3Cl 2FNO 3P   | - gęstość: 1,488 g/cm³ (20 °C) - temperatura wrzenia: 57 °C (2 mmHg) | [ 14 ]            |
|                     | chlorek fluorek [(fluorometoksyfosfinylo)oksy]karbonoimidowy                       | 17642-26-1 | 193,5               | C 2H 3ClF 2NO 3P   | - gęstość: 1,51 g/cm³ (20 °C) - temperatura wrzenia: 70 °C (2 mmHg) | [ 14 ]            |
|                     | difluorek [(fluorometoksyfosfinylo)oksy]karbonoimidowy                             | 18016-10-9 | 177,0               | C 2H 3F 3NO 3P     | - gęstość: 1,424 g/cm³ (20 °C) - temperatura wrzenia: 58 °C (20 mmHg) | [ 15 ]            |
|                     | fluorek 2,2-difluoro-N-[(fluorometoksyfosfinylo)oksy]-2-nitroetanoimidoilu         | 17642-29-4 | 254,0               | C 3H 3F 4N 2O 5P   | - gęstość: 1,639 g/cm³ (20 °C) - temperatura wrzenia: 76 °C (3 mmHg) | [ 15 ]            |
|                     | dichlorek [(etoksyfluorofosfinylo)oksy]karbonoimidowy                              | 17642-32-9 | 224,0               | C 3H 5Cl 2FNO 3P   | - gęstość: 1,366 g/cm³ (20 °C) - temperatura wrzenia: 87 °C (4 mmHg) | [ 16 ]            |
|                     | chlorek fluorek [(etoksyfluorofosfinylo)oksy]karbonoimidowy                        | 17642-27-2 | 207,5               | C 3H 5ClF 2NO 3P   | - gęstość: 1,45 g/cm³ (20 °C) - temperatura wrzenia: 75 °C (4 mmHg) | [ 16 ]            |
|                     | difuorek [(etoksyfluorofosfinylo)oksy]karbonoimidowy                               | 17642-28-3 | 191,0               | C 3H 5F 3NO 3P     | - temperatura wrzenia: 54 °C (5 mmHg) | [ 16 ]            |
|                     | fluorek N-[(etoksyfluorofosfinylo)oksy]-2,2-difluoro-2-nitroetanoimidoilu          | 17642-30-7 | 268,1               | C 4H 5F 4N 2O 5P   | - gęstość: 1,506 g/cm³ (20 °C) - temperatura wrzenia: 81 °C (5 mmHg) | [ 2 ]             |

## Prekursory
| Struktura chemiczna | Nazwa chemiczna                                                                       | Numer CAS   | Masa molowa [g/mol] | Wzór sumaryczny    | Dodatkowe informacje | Źródła       |
| ------------------- | ------------------------------------------------------------------------------------- | ----------- | ------------------- | ------------------ | --- | ------------ |
|                     | 2-fluoro-1,3,2-dioksafosfolan                                                         | 765-40-2    | 110,0               | C 2H 4FO 2P        | - według Hoeniga może to być nowiczok-?? i być prekursorem A-230                                                           | [ 7 ] [ 17 ] |
|                     | dichlorofluoronitrozometan                                                            | 1495-28-9   | 131,9               | CCl 2FNO           | - według Hoeniga może to być nowiczok-# i być prekursorem A-230, A-232 i A-234 - błękitny gaz o temperaturze wrzenia 12 °C | [ 7 ] [ 17 ] |
|                     | 2-fluoro-4-metylo-1,3,2-dioksafosfolan                                                | 16415-09-1  | 124,1               | C 3H 6FO 2P        | - według Hoeniga może to być nowiczok-5 i być prekursorem A-232                                                            | [ 7 ] [ 17 ] |
|                     | 2-fluoro-4,5-metylo-1,3,2-dioksafosfolan                                              | 19952-57-9  | 138,1               | C 4H 8FO 2P        | - według Hoeniga może to być nowiczok-7 i być prekursorem A-234                                                            | [ 7 ] [ 17 ] |
|                     | chlorek fluorek [(dibromofosfinylo)oksy]karbonoimidowy                                | 18262-26-5  | 303,3               | CBr 2ClFNO 2P      | - gęstość: 2,2030 g/cm³ (20 °C) - temperatura wrzenia: 60 °C (0,1 mmHg) - słabo rozpuszczalny w wodzie                     | [ 18 ]       |
|                     | difluorek [(dichlorofosfinylo)oksy]karbonoimidowy                                     | 18262-24-3  | 197,9               | CCl 2F 2NO 2P      | - gęstość: 1,6360 g/cm³ (20 °C) - temperatura wrzenia: 65 °C (20 mmHg) - słabo rozpuszczalny w wodzie                      | [ 19 ]       |
|                     | chlorek fluorek [(dichlorofosfinylo)oksy]karbonoimidowy                               | 18425-23-5  | 214,4               | CCl 3FNO 2P        | - gęstość: 1,7080 g/cm³ (20 °C) - temperatura wrzenia: 61 °C (6 mmHg) - słabo rozpuszczalny w wodzie                       | [ 20 ]       |
|                     | dichlorek [(dichlorofosfinylo)oksy]karbonoimidowy                                     | 17642-35-2  | 230,8               | CCl 4NO 2P         | - gęstość: 1,7360 g/cm³ (20 °C) - temperatura wrzenia: 75 °C (5 mmHg) - słabo rozpuszczalny w wodzie                       | [ 20 ]       |
|                     | fluorek N-[(dichlorofosfinylo)oksy]-2,2-difluoro-2-nitroetanoimidoilu                 | 18262-25-4  | 274,9               | C 2Cl 2F 3N 2O 4P  | - gęstość: 1,7470 g/cm³ (20 °C) - temperatura wrzenia: 65 °C (3 mmHg) - słabo rozpuszczalny w wodzie                       | [ 21 ]       |
|                     | chlorek 2-chloro-N-[(dichlorofosfinylo)oksy]etanoimidoilu                             | 111203-62-4 | 244,8               | C 2H 2Cl 4NO 2P    | - temperatura wrzenia: 99 °C (2 mmHg) - słabo rozpuszczalny w wodzie                                                       | [ 21 ]       |
|                     | chlorek fluorek [(chlorometoksyfosfinylo)oksy]karbonoimidowy                          | 17650-48-5  | 209,9               | C 2H 3Cl 2FNO 3P   | - gęstość: 1,5790 g/cm³ (20 °C) - temperatura wrzenia: 95 °C (6 mmHg) - słabo rozpuszczalny w wodzie                       | [ 22 ]       |
|                     | chlorek N-[(dichlorofosfinylo)oksy]etanoimidoilu                                      | 120932-13-0 | 210,4               | C 2H 3Cl 3NO 2P    | - temperatura wrzenia: 71 °C (2 mmHg) - słabo rozpuszczalny w wodzie                                                       | [ 23 ]       |
|                     | dichlorek [(chlorometoksyfosfinylo)oksy]karbonoimidowy                                | 17642-33-0  | 226,4               | C 2H 3Cl 3NO 3P    | - gęstość: 1,5830 g/cm³ (20 °C) - temperatura wrzenia: 82 °C (1 mmHg) - słabo rozpuszczalny w wodzie                       | [ 23 ]       |
|                     | difluorek [(chlorometoksyfosfinylo)oksy]karbonoimidowy                                | 18262-30-1  | 193,5               | C 2H 3ClF 2NO 3P   | - gęstość: 1,5490 g/cm³ (20 °C) - temperatura wrzenia: 59 °C (2 mmHg) - słabo rozpuszczalny w wodzie                       | [ 24 ]       |
|                     | chlorek 2,2-dichloro-N-[(dichlorofosfinylo)oksy]etanoimidoilu                         | 114700-94-6 | 279,3               | C 2HCl 5NO 2P      | - temperatura wrzenia: 94 °C (1,5 mmHg) - słabo rozpuszczalny w wodzie                                                     | [ 24 ]       |
|                     | fluorek N-[(chlorometoksyfosfinylo)oksy]-2,2-difluoro-2-nitroetanoimidoilu            | 18262-33-4  | 270,5               | C 3H 3ClF 3N 2O 5P | - gęstość: 1,6270 g/cm³ (20 °C) - temperatura wrzenia: 87 °C (3 mmHg) - słabo rozpuszczalny w wodzie                       | [ 25 ]       |
|                     | chlorek fluorek [(chloro-2-chloroetoksyfosfinylo)oksy]karbonoimidowy                  | 23233-25-2  | 258,4               | C 3H 4Cl 3FNO 3P   | - gęstość: 1,5980 g/cm³ (20 °C) - temperatura wrzenia: 73 °C (0,01 mmHg) - słabo rozpuszczalny w wodzie                    | [ 25 ]       |
|                     | chlorek fluorek [(bromoetoksyfosfinylo)oksy]karbonoimidowy                            | 17642-25-0  | 268,4               | C 3H 5BrClFNO 3P   | - gęstość: 1,6970 g/cm³ (20 °C) - temperatura wrzenia: 101 °C (1 mmHg) - słabo rozpuszczalny w wodzie                      | [ 26 ]       |
|                     | chlorek fluorek [(chloroetoksyfosfinylo)oksy]karbonoimidowy                           | 18262-27-6  | 224,0               | C 3H 5Cl 2FNO 3P   | - gęstość: 1,4490 g/cm³ (20 °C) - temperatura wrzenia: 77 °C (3 mmHg) - słabo rozpuszczalny w wodzie                       | [ 26 ]       |
|                     | chlorek N-[(dichlorofosfinylo)oksy]propanoimidoilu                                    | 121951-54-0 | 224,4               | C 3H 5Cl 3NO 2P    | - temperatura wrzenia: 67 °C (2 mmHg) - słabo rozpuszczalny w wodzie                                                       | [ 27 ]       |
|                     | chlorek 2-chloro-N-[(chlorometoksyfosfinylo)oksy]etanoimidoilu                        | 114700-91-3 | 240,4               | C 3H 5Cl 3NO 3P    | - temperatura wrzenia: 118 °C (2 mmHg) - słabo rozpuszczalny w wodzie                                                      | [ 27 ]       |
|                     | difluorek [(chloroetoksyfosfinylo)oksy]karbonoimidowy                                 | 18262-31-2  | 207,5               | C 3H 5ClF 2NO 3P   | - gęstość: 1,4050 g/cm³ (20 °C) - temperatura wrzenia: 65 °C (2 mmHg) - słabo rozpuszczalny w wodzie                       | [ 28 ]       |
|                     | fluorek N-[(chloroetoksyfosfinylo)oksy]-2,2-difluoro-2-nitroetanoimidoilu             | 18262-34-5  | 284,5               | C 4H 5ClF 3N 2O 5P | - gęstość: 1,5140 g/cm³ (20 °C) - temperatura wrzenia: 73 °C (0,1 mmHg) - słabo rozpuszczalny w wodzie                     | [ 28 ]       |
|                     | chlorek 2,2-dichloro-N-[(chloroetoksyfosfinylo)oksy]etanoimidoilu                     | 114700-93-5 | 288,9               | C 4H 6Cl 4NO 3P    | - temperatura wrzenia: 112 °C (1,5 mmHg) - słabo rozpuszczalny w wodzie                                                    | [ 29 ]       |
|                     | chlorek fluorek [(chloroizopropylofosfinylo)oksy]karbonoimidowy                       | 18262-28-7  | 238,0               | C 4H 7Cl 2FNO 3P   | - gęstość: 1,3690 g/cm³ (20 °C) - temperatura wrzenia: 64 °C (2 mmHg) - słabo rozpuszczalny w wodzie                       | [ 29 ]       |
|                     | chlorek fluorek [(chloropropylofosfinylo)oksy]karbonoimidowy                          | 18262-29-8  | 238,0               | C 4H 7Cl 2FNO 3P   | - gęstość: 1,3480 g/cm³ (20 °C) - temperatura wrzenia: 100 °C (10 mmHg) - słabo rozpuszczalny w wodzie                     | [ 30 ]       |
|                     | chlorek N-[(dichlorofosfinylo)oksy]-2-metylopropanoimidoilu                           | 121951-56-2 | 238,4               | C 4H 7Cl 3NO 2P    | - temperatura wrzenia: 68 °C (2 mmHg) - słabo rozpuszczalny w wodzie                                                       | [ 30 ]       |
|                     | chlorek N-[(dichlorofosfinylo)oksy]butanoimidoilu                                     | 121951-55-1 | 238,4               | C 4H 7Cl 3NO 2P    | - temperatura wrzenia: 82 °C (3 mmHg) - słabo rozpuszczalny w wodzie                                                       | [ 31 ]       |
|                     | dichlorek [(chloroizopropylofosfinylo)oksy]karbonoimidowy                             | 17642-34-1  | 254,4               | C 4H 7Cl 3NO 3P    | - gęstość: 1,40 g/cm³ (20 °C) - temperatura wrzenia: 90 °C (2 mmHg) - słabo rozpuszczalny w wodzie                         | [ 31 ]       |
|                     | chlorek 2-chloro-N-[(chloroetoksyfosfinylo)oksy]etanoimidoilu                         | 114700-92-4 | 254,4               | C 4H 7Cl 3NO 3P    | - temperatura wrzenia: 123 °C (1,5 mmHg) - słabo rozpuszczalny w wodzie                                                    | [ 32 ]       |
|                     | dichlorek [(chloropropoksyfosfinylo)oksy]karbonoimidowy                               | 37990-97-9  | 254,4               | C 4H 7Cl 3NO 3P    | - słabo rozpuszczalny w wodzie                                                                                             | [ 32 ]       |
|                     | difluorek [(chloropropoksyfosfinylo)oksy]karbonoimidowy                               | 37990-84-4  | 221,5               | C 4H 7ClF 2NO 3P   | - słabo rozpuszczalny w wodzie                                                                                             | [ 33 ]       |
|                     | difluorek [(chloroizopropoksyfosfinylo)oksy]karbonoimidowy                            | 18262-32-3  | 221,5               | C 4H 7ClF 2NO 3P   | - gęstość: 1,3720 g/cm³ (20 °C) - temperatura wrzenia: 61 °C (2 mmHg) - słabo rozpuszczalny w wodzie                       | [ 34 ]       |
|                     | chlorek N-[(chloroetoksyfosfinylo)oksy]etanoimidoilu                                  | 114700-90-2 | 220,0               | C 4H 8Cl 2NO 3P    | - temperatura wrzenia: 96 °C (3 mmHg) - słabo rozpuszczalny w wodzie                                                       | [ 34 ]       |
|                     | chlorek N-[(chloropropoksyfosfinylo)oksy]etanoimidoilu                                | 129003-90-3 | 234,0               | C 5H 10l 2NO 3P    | - temperatura wrzenia: 105 °C (2 mmHg) - słabo rozpuszczalny w wodzie                                                      | [ 35 ]       |
|                     | chlorek N-{[chloro-(1-metyloetoksy)fosfinylo]oksy}etanoimidoilu                       | 128981-16-8 | 234,0               | C 5H 10l 2NO 3P    | - temperatura wrzenia: 99 °C (2 mmHg) - słabo rozpuszczalny w wodzie                                                       | [ 35 ]       |
|                     | chlorek N-[(chloroetoksyfosfinylo)oksy]propanoimidoilu                                | 128981-18-0 | 234,0               | C 5H 10l 2NO 3P    | - temperatura wrzenia: 104 °C (2,5 mmHg) - słabo rozpuszczalny w wodzie                                                    | [ 36 ]       |
|                     | chlorek 2-chloro-N-{[chloro-(2,2,3,3-tetrafluoropropoksy)fosfinylo]oksy}etanoimidoilu | 114967-39-4 | 340,4               | C 5H 5Cl 3F 4NO 3P | - temperatura wrzenia: 118 °C (3 mmHg) - słabo rozpuszczalny w wodzie                                                      | [ 36 ]       |
|                     | chlorek fluorek [(2-chloro-1-metylopropylofosfinylo)oksy]karbonoimidowy               | 24946-19-8  | 286,5               | C 5H 8Cl 3FNO 3P   | - gęstość: 1,4811 g/cm³ (20 °C) - temperatura wrzenia: 84 °C (0,3 mmHg) - słabo rozpuszczalny w wodzie                     | [ 37 ]       |
|                     | chlorek N-{[chloro-(1-metyloetoksy)fosfinylo]oksy}propanoimidoilu                     | 128981-20-4 | 248,0               | C 6H 12l 2NO 3P    | - temperatura wrzenia: 97 °C (2 mmHg) - słabo rozpuszczalny w wodzie                                                       | [ 37 ]       |
|                     | chlorek N-{[chloro-(2-metylopropoksy)fosfinylo]oksy}etanoimidoilu                     | 128981-17-9 | 248,0               | C 6H 12l 2NO 3P    | - temperatura wrzenia: 108 °C (2 mmHg) - słabo rozpuszczalny w wodzie                                                      | [ 38 ]       |
|                     | chlorek N-[(chloropropoksyfosfinylo)oksy]propanoimidoilu                              | 128981-19-1 | 248,0               | C 6H 12l 2NO 3P    | - temperatura wrzenia: 102 °C (2 mmHg) - słabo rozpuszczalny w wodzie                                                      | [ 38 ]       |
|                     | chlorek N-[(chloroetoksyfosfinylo)oksy]-2-metylopropanoimidoilu                       | 128981-25-9 | 248,0               | C 6H 12l 2NO 3P    | - temperatura wrzenia: 97 °C (2 mmHg) - słabo rozpuszczalny w wodzie                                                       | [ 39 ]       |
|                     | chlorek N-[(chloropropoksyfosfinylo)oksy]butanoimidoilu                               | 128981-22-6 | 262,1               | C 7H 14l 2NO 3P    | - temperatura wrzenia: 108 °C (2 mmHg) - słabo rozpuszczalny w wodzie                                                      | [ 39 ]       |
|                     | chlorek N-{[chloro-(2-metylopropoksy)fosfinylo]oksy}propanoimidoilu                   | 128981-21-5 | 262,1               | C 7H 14l 2NO 3P    | - temperatura wrzenia: 109 °C (2 mmHg) - słabo rozpuszczalny w wodzie                                                      | [ 40 ]       |
|                     | chlorek N-{[chloro-(1-metyloetoksy)fosfinylo]oksy}butanoimidoilu                      | 128981-23-7 | 262,1               | C 7H 14l 2NO 3P    | - temperatura wrzenia: 105 °C (2 mmHg) - słabo rozpuszczalny w wodzie                                                      | [ 40 ]       |
|                     | chlorek N-{[chloro-(1-metyloetoksy)fosfinylo]oksy}-2-metylopropanoimidoilu            | 128981-27-1 | 262,1               | C 7H 14l 2NO 3P    | - temperatura wrzenia: 101 °C (2 mmHg) - słabo rozpuszczalny w wodzie                                                      | [ 41 ]       |
|                     | chlorek N-[(chloropropoksyfosfinylo)oksy]-2-metylopropanoimidoilu                     | 128981-26-0 | 262,1               | C 7H 14l 2NO 3P    | - temperatura wrzenia: 107 °C (2 mmHg) - słabo rozpuszczalny w wodzie                                                      | [ 41 ]       |
|                     | chlorek N-{[chloro-(2-metylopropoksy)fosfinylo]oksy}butanoimidoilu                    | 128981-24-8 | 276,1               | C 8H 16l 2NO 3P    | - temperatura wrzenia: 108 °C (1,5 mmHg) - słabo rozpuszczalny w wodzie                                                    | [ 42 ]       |
|                     | chlorek N-{[chloro-(2-metylopropoksy)fosfinylo]oksy}-2-metylopropanoimidoilu          | 128981-28-2 | 276,1               | C 8H 16l 2NO 3P    | - temperatura wrzenia: 109 °C (2 mmHg) - słabo rozpuszczalny w wodzie                                                      | [ 43 ]       |